# Churchill (Manitoba)
Churchill (v inuktitutu ᑯᒡᔪᐊᖅ, Kuugjuaq) je město v Kanadě s 899 obyvateli (kolem dvou třetin z nich tvoří původní obyvatelé Kanady). Leží v provincii Manitoba v ústí stejnojmenné řeky do Hudsonova zálivu. Město má subarktické podnebí. Nachází se na hranici smrkové tajgy a tundry nedaleko národního parku Wapusk. Sídlí zde vědecký ústav zaměřený na výzkum přírody Churchill Northern Studies Centre a muzeum inuitské kultury. 
V roce 1619 zde přistál dánský mořeplavec Jens Munk. V roce 1717 byla založena obchodní stanice Společnosti Hudsonova zálivu, pojmenovaná po Johnu Churchillovi. V letech 1954 až 1998 kanadská a americká armáda provozovaly základnu Churchill Rocket Research Range. Churchill je hlavním obchodním přístavem kanadské Arktidy a konečnou stanicí železnice Hudson Bay Railway. Sezonní trasa Arctic Bridge ho spojuje s Murmanskem. 
Na počátku zimy se do města stahují lední medvědi a čekají, až moře zamrzne a budou se moci vydat na lov tuleňů. Pozorování medvědů, běluh a polární záře do Churchillu láká tisíce turistů.

## Slavní rodáci
- Jordin Tootoo (* 1983) - kanadský hokejista